# Superman e la Legione dei Super-Eroi
Superman e la Legione dei Super-Eroi (Superman and the Legion of Super-Heroes) è un arco narrativo a fumetti della DC Comics, realizzato da Geoff Johns e Gary Frank, con protagonisti Superman e il ritorno della Legione dei Super-Eroi pre-Crisi sulle Terre infinite. Presentata su Action Comics nn. 858-863 (dicembre 2007-maggio 2008), questa storia segnò il debutto di Geoff Johns come unico scrittore su Action Comics, avendo in precedenza scritto al fianco di Kurt Busiek e Richard Donner.
Questa storia è la seconda parte della re-invenzione di tre anni della Legione e ha luogo dopo la "Lightning Saga" presente in Justice League of America e Justice Sociey of America, la cui fine è invece presente nell'ultimo capitolo di Crisi finale: la Legione dei 3 mondi.

## Storia
La storia si apre su un pianeta innominato nell'anno 3008, la cui razza umanoide dalla pelle viola è nel mezzo di una guerra civile e una delle armate in guerra minaccia di scatenare un'arma distruttiva che potrebbe far saltare l'intero pianeta. Per salvare la sua razza dall'estinzione, uno scienziato e sua moglie pianificano di inviare una navicella con dentro il loro unico figlio verso la Terra, ispirati da come Superman fu risparmiato dalla distruzione di Krypton più di mille anni prima. La navicella parte poco prima della distruzione del pianeta da parte dell'arma del giudizio. Dopo aver viaggiato nello spazio, la navicella raggiunge la Terra e atterra nella campagna di Smallville di fronte ad una coppia di contadini, che invece di prendere il piccolo e di crescerlo come un proprio figlio, prendono un fucile e lo uccidono.
Nel presente, Perry White discute su come Clark Kent abbia bisogno di migliorare la sua vita sociale, quando improvvisamente questi sente richieste d'aiuto con il suo super-udito. Trovando un modo per smorzare la conversazione, Clark si cambia in Superman e corre a prestare soccorso. Giunto sul luogo, scopre un Brainiac robot che sta attaccando Metropolis, e dopo averlo sconfitto, sulla macchina compare un monitor che mostra il volto di Brainiac 5 della Legione dei Super-Eroi.
Brainiac 5 dice a Superman che la Legione ha bisogno del suo aiuto. Arrivato nel 31º secolo, Superman scopre che i Legionari sono diventati dei fuorilegge. I Legionari Dawnstar, Colossal Boy e Wildfire lo trovarono e gli donarono un anello di volo della Legione. Quando giunsero le autorità, per fermare i Legionari, Superman tentando di fermare un colpo di pistola indirizzato ai suoi amici, scoprì che il proiettile gli aveva forato una mano. Volando via con i Legionari, questi gli spiegarono che il sole della Terra ora era divenuto rosso, lasciando così il kryptoniano privo di poteri senza il suo anello di volo. Superman chiese spiegazioni e Dawnstar gli spiegò che la Legione espulse Earth-Man (una volta noto come Absorbency Boy) poiché cercò di disonorare il nome di Superman e convincere la Terra che non fosse un alieno, ma invece un umano protettore di tutte le forme di vita aliene. Così facendo, la popolazione terrestre credette che le vere origini di Superman fossero una bugia creata dalla Legione.
Ora la Legione veniva braccata da Earth-Man e dalle sue coorti, che si auto nominarono “Justice League of Earth”. Dopo aver detto ai Legionari che Brainiac 5 lo aveva portato lì, Superman, Dawnstar, Colossal Boy e Wildfire giunsero alla sua più probabile posizione, un campo di partecipazione. Qui, Superman e gli altri incontrarono altri due Legionari: Night Girl e Shadow Lass, che li guidarono in un quartier generale sotterraneo improvvisato da cui oltre diecimila extraterrestri fuggirono per ritornare ai loro pianeti d'origine. Si scoprì anche che Timber Wolf e Lightning Lass stavano conducendo una “rete d'informazione” interstellare.
Dopo una breve riunione, Superman e i suoi amici Legionari furono scoperti da Earth-Man e furono così attaccati dalla Justice League of Earth. Wildfire, Dawnstar, Colossal Boy e Superman riuscirono a fuggire attraverso un cancello di curvatura con direzione Colu, dove una volta arrivati furono attaccati dai residenti, tutti sotto controllo mentale. Risvegliatosi dopo essere stato messo k.o., Superman si svegliò e parlò con Brainiac 5 che gli rivelò che la dittatura del suo pianeta fu fabbricata come un modo per evitare che Colu, che non è altro che un ponte strategico per un eventuale attacco dei Pianeti Uniti verso la Terra, completasse i suoi piani.
Sulla Terra Chameleon Girl si infiltrò nel quartier generale della Justice League, e scoprì che avevano catturato Sun Boy e che lo avevano messo in una macchina che utilizzava i suoi poteri per mutare il sole in un sole rosso. Superman, Brainiac 5 e Colossal Boy trovarono gli altri Legionari e la lastra di cristallo delle informazioni contenente le false affermazioni riguardo alle origini di Superman.
Earth-Man giunse al quartier generale, e rivelatosi ai Legionari, rubò i poteri di Colossal Boy e attaccò Superman, contento di come avesse per sempre sporcato il suo nome, ma Superman portò il combattimento fuori dal quartier generale e spinse Earth-Man nello spazio aperto. Nel frattempo, le forze d'attacco dei Pianeti Uniti stavano aspettando il segnale di attacco alla Terra.
Brainiac 5 riuscì a liberare Sun Boy dalla macchina e una volta che riprese conoscenza, il sole della Terra poté nuovamente emettere raggi gialli, restituendo a Superman i suoi poteri. L'Uomo d'Acciaio fu così in grado di battersi contro Earth-Man ad armi pari, convincendo nel frattempo la popolazione della Terra riguardo alle sue vere origini. Con l'aiuto della Legione, Superman riuscì a sconfiggere Earth-Man, e con la sconfitta della Justice League of Earth, la Legione pianificò di ricostituirsi e di ritrovare i compagni perduti. Prima di lasciare quest'epoca, Superman disse alla Legione di fargli sapere quando avrebbero ancora avuto bisogno del suo aiuto. Nel presente, Superman tornò nel punto esatto da cui era partito per andare nel futuro, e posò una mano su un albero che Lightning Lad aveva marchiato con una “L”, per ricordargli dove poteva aspettare il ritorno della Legione.

## Epilogo
"Batman e la Legione dei Super-Eroi" presentata in Action Comics n. 864 (giugno 2008), servì da epilogo per questa storia (e come prologo della serie limitata Crisi finale: la Legione dei 3 mondi). In questi numeri, Batman incontrò Superman e Lightning Lad alla Fortezza della Solitudine, poco dopo il ritorno dell'Uomo d'Acciaio dal 31º secolo. Batman espresse la sua sfiducia verso la Legione notando di aver incontrato tre versioni differenti nel corso degli anni. Informò Superman che i corpi di Karate Kid e Duo Damsel furono trovati per le strade di Gotham City. Il trio fu quindi contattato da Starman, che sofferente di schizofrenia risiedeva al manicomio di Opal City. Questi presunse che Duo Damsel sarebbe potuta essere ancora viva, ma affermò che Karate Kid era invece morto, sacrificandosi per cercare una cura alla sua malattia. Fece anche notare che Dream Girl gli disse chi fu a gettare i corpi nelle fogne di Gotham, ma che non lo ricordava più.
Prima di ritornare al 31º secolo, Lightning Lad diede a Superman un nuovo anello di volo della Legione - con un "cavo d'emergenza" che lo avrebbe trasportato nell'epoca della Legione se ce ne fosse stata la necessità. Gli eroi erano inconsci che l'intero episodio stava venendo osservato dal nemico di lunga data della Legione, Time Trapper. Avendo fallito nei suoi molti tentativi di cancellare Superman dalla storia, Trapper aveva fatto voto di distruggere tutto ciò che Superman rappresentava.

## Eredità
La DC commissionò ad artisti passati della Legione il compito di creare varie copertine da utilizzare per alcuni numeri della serie. Steve Lightle, Mike Grell e Keith Giffen, tutti artisti che lavorarono a Superman e la Legione dei Super-Eroi ad un certo punto della loro carriera, contribuirono alla creazione di tre copertine di tre numeri in scala 1:10.

## Questione di continuità
La Legione presente in questa storia (così come nel crossover "The Lightning Saga" in Justice League of America e Justice Society of America) condivide la storia della Legione originale presente in Crisi sulle Terre Infinite. Questa versione della squadra è chiaramente distinta da quella presente in Legion of Super-Heroes vol. 5; la loro presenza è il risultato delle serie limitate Crisi infinita e 52, e la rivelazione dell'esistenza di 52 universi paralleli nel Multiverso DC. Questa versione della Legione comparve in Crisi finale: la Legione dei 3 mondi insieme a Superman e alla prima e terza versione della squadra.
Si scoprì che la squadra veniva dalla Terra-0 in Crisi finale: la Legione dei 3 mondi n. 3.

## Raccolte
La storia, escludendo l'epilogo in Action Comics n. 864 fu raccolta in Superman e la Legione dei Super-Eroi (168 pagine; copertina rigida: luglio 2008, ISBN 1-4012-1819-9; copertina non rigida: luglio 2009, ISBN 1-4012-1904-7).